# گیوم اوژه
گیوم اوژه (فرانسوی: Guillaume Auger‎؛ زادهٔ ۲۱ مارس ۱۹۷۶ ‏(۴۸ سال)) دوچرخه‌سوار اهل فرانسه است.